# مایا ایسولا
مایا سوفیا ایسولا (۱۵ مارس ۱۹۲۷ – ۳ مارس ۲۰۰۱) طراح پارچه فنلاندی و خالق بیش از ۵۰۰ نقش‌مایه از جمله اونیکو (شقایق) بود. طرح‌های جسورانه و رنگارنگی که او به عنوان طراح اصلی ماریمکو خلق کرد، این شرکت فنلاندی را در دهه ۱۹۶۰ به شهرت رساند. او همچنین به عنوان هنرمند تجسمی از شهرت زیادی برخوردار بود.
آثار ایسولا در سراسر اروپا از جمله در نمایشگاه جهانی بروکسل و سه‌سالانه میلان و در ایالات متحده به نمایش درآمده است. همچنین نمایشگاه‌هایی با عنوان مرور بر زندگی و آثار او در موزه طراحی هلسینکی، موزه ویکتوریا و آلبرت در لندن، موزه طراحی کپنهاگ، موزه ملی اسلوونی در لیوبلیانا، و موسسه هنر مینیاپولیس برگزار شده است. آثار او همچنان در ماریمکو تولید و به فروش می‌رسند.

## زندگی‌نامه

### جوانی
ایسولا کوچک‌ترین دختر از میان سه دختر مائونو و توینی ایسولا بود. مائونو کشاورزی بود که دستی نیز در سرودن ترانه داشت؛ از جمله سرود محبوب کریسمس فنلاندی. دختران در مزرعه خانوادگی زندگی می‌کردند و در تابستان‌ها به کار کشاورزی کمک می‌کردند. آن‌ها برای خانهٔ عروسکی کاغذی دست‌سازشان عروسک‌هایی کاغذی با لباس‌هایی پر از جزئیات درست می‌کردند و داخل خانهٔ عروسکی را نیز با ظرافت بسیار تزئین می‌کردند.
ایسولا نقاشی را در مدرسه هنرهای کاربردی هلسینکی آموخت. در سال ۱۹۴۵ و همزمان با پایان جنگ جهانی دوم، زندگی‌اش دچار تحولی اساسی شد؛ پدرش درگذشت و خودش باردار شد. او در ۲۲ ژوئیه ۱۹۴۵ با طراح گرافیک، گئورگ لئاندر ازدواج کرد و دخترشان، کریستینا در ژانویه ۱۹۴۶ به دنیا آمد.
او در سال ۱۹۴۸ به اسلو سفر کرد و در آنجا از نمایشگاه آثار ون گوگ بازدید و نقاشی‌های ادوارد مونک را نیز مشاهده کرد. ایسولا تحت تأثیر ظروف سفالی دوران کلاسیک در موزهٔ هنر و طراحی اسلو قرار گرفت و این الهام‌بخش او در خلق طرح مشهورش «آمفورا» (Amfora) شد. ازدواجش با لئاندر چندان دوام نداشت و در سال ۱۹۴۹ به همراه نقاشی به نام یاکو (یاسکا) سومرسالو به سفر در اروپا پرداخت. سومرسالو، همسر دوم ایسولا، تکنیک چاپ چوبی را به او آموخت و ایسولا را به نقاشی کردن ترغیب کرد. این دو در سال ۱۹۵۵ از یکدیگر جدا شدند.

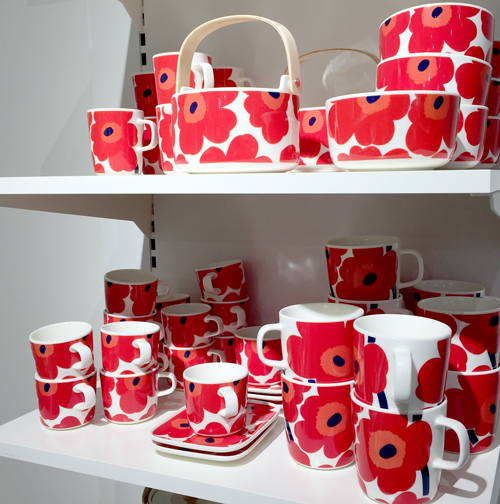
ظروف ماریمکو با نقش‌مایه شقایق، ایسولا ۱۹۶۴.

### ماریمکو
آثار دوران دانشجویی او، از جمله «آمفورا»، در سال ۱۹۴۹ توجه آرمی راتیا، بنیان‌گذار شرکت ماریمِکو را جلب کرد. راتیا ایسولا را برای کار در شرکت پرینتکس (Printex)، که شرکتِ همکار ماریمکو بود، استخدام کرد. ایسولا به زودی به طراح اصلی منسوجات ماریمکو تبدیل شد و هر سال حدود هشت تا ده طرح جدید ارائه می‌کرد.
بین سال‌های ۱۹۵۷ تا ۱۹۶۳، ایسولا نخستین مجموعه آثار خود را بر پایه یک موضوع واحد به نام «لوئونتو» (طبیعت) خلق کرد. این مجموعه شامل حدود ۳۰ طرح بود که از گیاهان خشک‌شده‌ای الهام گرفته شده بود که دخترش کریستینا از یازده‌سالگی شروع به جمع‌آوری آن‌ها کرده بود. در سال ۱۹۵۸، او مجموعه دیگری به نام «اورنمنتی» (تزئین) آغاز کرد که برگرفته از هنر فولکلور اسلاوی بود. این مجموعه نیز شامل حدود ۳۰ طرح بود و باعث شهرت ایسولا شد.
در سال ۱۹۵۹، ایسولا با قاضی‌ای به نام یورما تیساری ازدواج کرد. تیساری فردی ثروتمند و علاقه‌مند به هنر بود و خانه‌ای بزرگ در مرکز هلسینکی داشت. زمانی که ایسولا به دنبال آزادی عمل بیشتری در زمینه خلاقیت هنری از کنترل راتیا بود، تیساری با ماریمکو وارد مذاکره شد و توانست قرارداد تازه‌ای را برای ایسولا منعقد کند که آزادی بیشتری برای خلاقیت به او می‌داد.
همکاری میان ایسولا و راتیا بیشتر شبیه به یک قدرت در خلاقیت بود که به جای درک متقابل، سرشار از «سرزندگی و نوآوری» توصیف شده است. ماحصل این رابطه در سال ۱۹۶۴ هنگامی بروز پیدا کرد که ایسولا در برابر مقاومت راتیا در استفاده از طرح‌های گلدار مخالفت کرد و نقش‌مایه مشهور «اونیکّو» (شقایق) را جسورانه و با رنگ‌های صورتی، قرمز و سیاه روی زمینه سفید طراحی کرد. این نقش‌مایه به نماد برند ماریمکو تبدیل شد و از آن زمان تاکنون همواره در حال تولید بوده است. اونیکو یکی از حدود هشت طرح گلدار بود که راتیا در آن دوره از میان آثار ایسولا انتخاب کرد.
از ۱۹۶۵ تا ۱۹۶۷، ایسولا بر روی موضوع «خورشید و دریا» کار کرد و دست‌کم نه طرح ایجاد کرد که ماریمکو آن‌ها را پذیرفت. از میان این آثار می‌توان به «آلباتروسی» (آلباتروس)، «مدوسا» (عروس دریایی)، و «اوستری» (صدف) اشاره کرد. طرح‌های او در این دوره به‌طور گسترده بازتولید می‌شدند. برای تسهیل این روند و تضمین دقتِ بازتولید، ایسولا «کتابچه طراحی» مخصوص به خود داشت. این کتابچه‌ها، دفترچه‌هایی دست‌نویس بودند که جزئیات دقیقِ تکرار هر طرح در آن‌ها ثبت شده بود. هر طرح، از جمله «لاولاولاو» (Lovelovelove) در سال ۱۹۶۸، به صورت مقیاس‌بندی شده در صفحات دفتر رسم می‌شد، رنگ‌آمیزی می‌شد، و اسامی دقیق رنگ‌ها نیز ثبت می‌شد. در این کتابچه‌ها اندازهٔ دقیق تکرار نقش‌مایه و جزئیات سفارش‌های چاپ نیز قید می‌گردید. حتی دهه‌ها پس از درگذشت او نیز این کتابچه‌ها به عنوان راهنمای تولید استفاده می‌شدند.
در سال ۱۹۷۰، ایسولا به تنهایی به پاریس سفر کرد تا از ازدواج و مسئولیت‌های خانوادگی خود فاصله بگیرد. در آنجا، رابطه‌ای عاشقانه با پژوهشگر مصری، احمد الحجاجی داشت. الحجاجی او را به مطالعه روی طرح‌های عربی ترغیب کرد و پایهٔ طرح «پاپی» (شقایق؛ طرحی متفاوت از اونیکو) را برایش ترسیم نمود. از میان طرح‌های او با الهام از هنر دنیای عرب در این دوره می‌توان به «کونینگاتار»، «نامیو»، «سادونکرتویا»، «توما» و «ولی» اشاره کرد. در سال ۱۹۷۱، ایسولا از تیساری جدا شد و دریافت که ترجیح می‌دهد تنها زندگی کند. او سه سال را در الجزایر گذراند و در آنجا رابطه‌ای عاشقانه با مردی به نام محمد داشت.

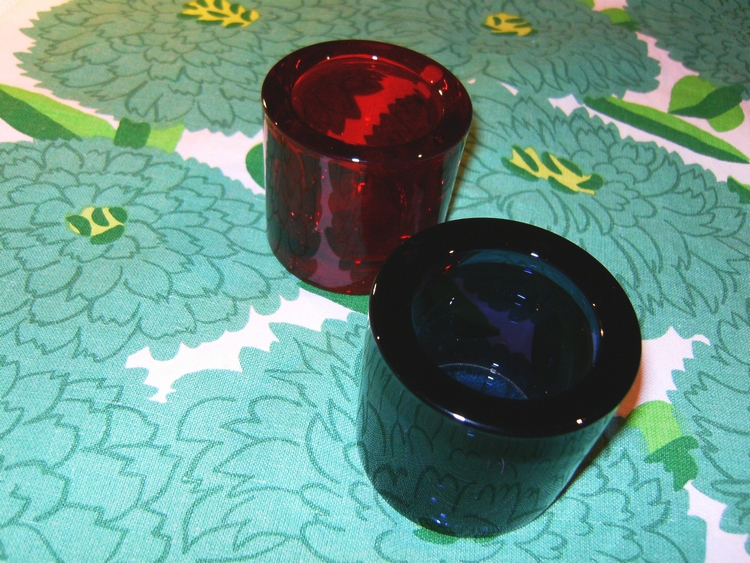
رومیزی با الگوی پریماورای ایسولا در سال ۱۹۷۴ (با شمع‌دان‌های طراحی شده توسط هیکی ارولا)

در سال ۱۹۷۴، ایسولا نقش‌مایه محبوب «پریماورا» را طراحی کرد که شامل گل‌های همیشه‌بهارِ استیلیزه‌شده است. این طرح از آن زمان تاکنون در رنگ‌های گوناگون روی رومیزی‌ها، بشقاب‌ها و محصولات دیگر چاپ شده است. در سال ۱۹۷۶ او دوباره به پاریس بازگشت و در همکاری با الحجاجی مجموعه‌ای از طرح‌ها را با الهام از هنر مصر خلق کرد؛ از جمله «نیلی» (نیل)، «نوبیا» و «پاپیروس». سال بعد، او به همراه الحجاجی به شهر بون در ایالت کارولینای شمالی در آمریکا رفت؛ جایی که الحجاجی به عنوان مدرس فعالیت می‌کرد. ایسولا یک سال در آنجا به نقاشی، پیاده‌روی و یوگا پرداخت و از چشم‌انداز رشته‌کوه آپالاش الهام گرفت. او این مناظر را یادآور زادگاهش ریهی‌مکی می‌دانست. طرح‌هایی را در این دوره خلق کرد فروش موفقی در آمریکا نداشتند، زیرا تعداد اندکی از کارخانه‌ها می‌توانستند پارچه‌ها را طبق مشخصات دقیقی که موردنظر او بود چاپ کنند.
پس از بازگشت به فنلاند در سال ۱۹۷۹، نمایشگاه مروری از ۱۶۰ اثر او، شامل نقاشی‌ها و طراحی‌ها (اما نه طرح‌های چاپی‌اش) در یک گالری در هلسینکی برگزار شد.
بین سال‌های ۱۹۸۰ تا ۱۹۸۷، ایسولا به‌طور مشترک با دخترش کریستینا برای ماریمکو طرح‌هایی خلق کرد. آن‌ها هر یک در آتلیه خود کار می‌کردند؛ زمستان‌ها در هلسینکی و تابستان‌ها در کائونیس‌مکی. کریستینا که از هجده‌سالگی به ماریمکو پیوسته بود، بعدها به یکی از طراحان اصلی این شرکت تبدیل شد. در طول ۴۰ سال همکاری‌اش با ماریمکو، مایا ایسولا به‌شکلی حیرت‌انگیز حدود ۵۰۰ طرح برای این شرکت خلق کرد. از معروف‌ترین طرح‌های او می‌توان به «کیوِت» (سنگ‌ها) و «کایوو» (چاه) اشاره کرد که فروش آن‌ها در قرن بیست‌ویکم نیز همچنان ادامه دارد.

### بازنشستگی
ایسولا پس از بازنشستگی در سال ۱۹۸۷ تا زمان مرگش در ۳ مارس ۲۰۰۱ بیشتر به نقاشی پرداخت و دیگر کمتر روی منسوجات کار کرد. پس از این دوره، طرح‌های او و برند ماریمکو نیز برای مدتی از شهرت و رونق افتادند. در سال ۱۹۹۱، مدیر جدید ماریمکو، کیرستی پاکانن، موفق شد طرح «فاندانگو» اثر ایسولا را دوباره به بازار معرفی کند، اما ماریمکو تا اواخر دهه ۱۹۹۰ نتوانست بار دیگر محبوبیت گسترده‌ای کسب کند. این بازگشت به محبوبیت، عمدتاً به‌واسطهٔ احیای طرح‌های کلاسیک ایسولا از دهه‌های ۱۹۵۰ و ۱۹۶۰ به دست آمد.

## بازخورد و اهمیت آثار

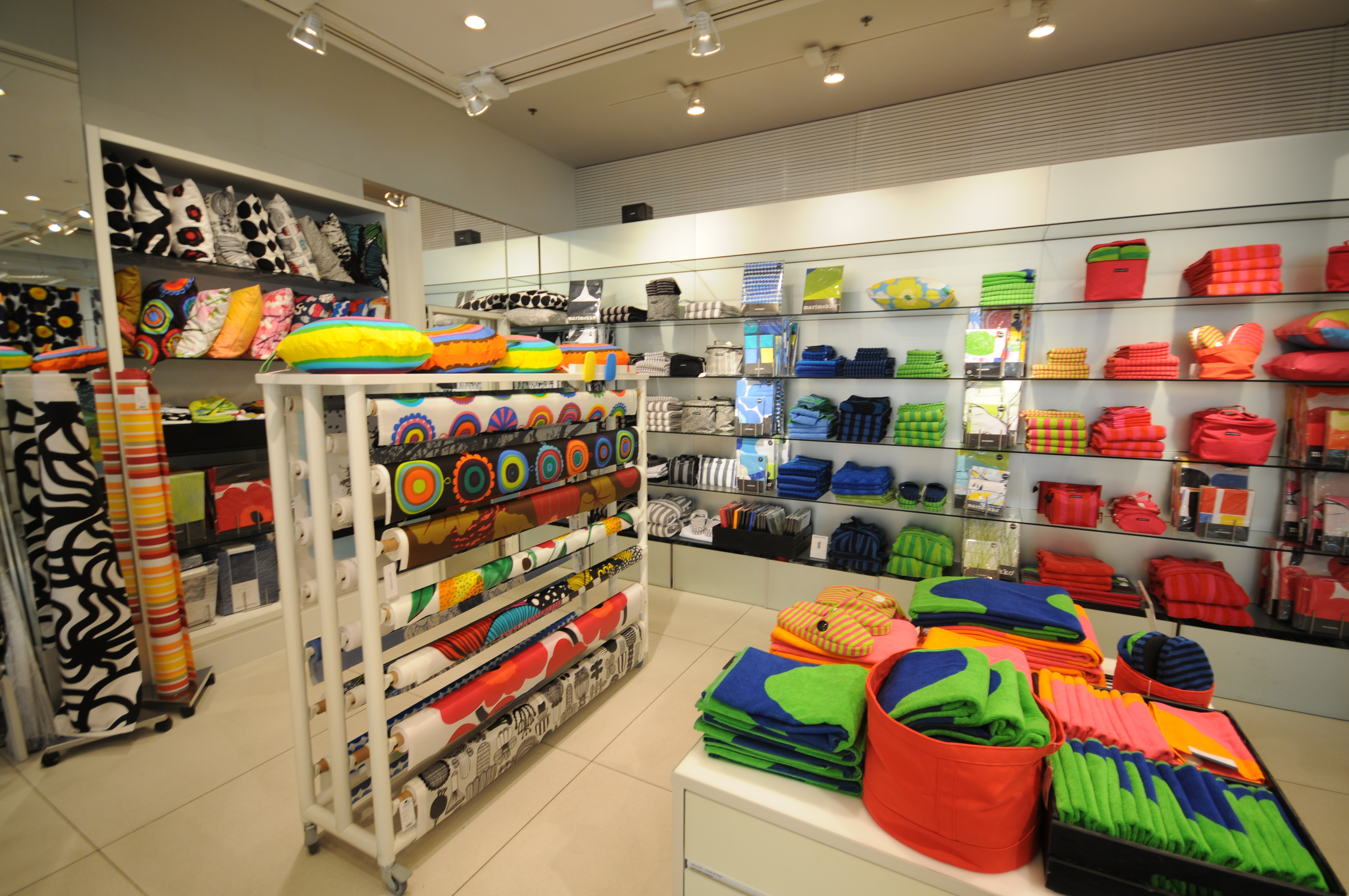
رنگ‌های درخشان و نقش‌مایه‌های جسورانه در ماریمکو مدیون طرح و نمونه ایسولا است.

فین‌استایل متذکر می‌شود که مایا ایسولا «بی‌چون‌وچرا مشهورترین طراح پارچه‌ای بود که تاکنون در ماریمکو فعالیت داشته است» و او «در دوران طولانی و پربار حرفه‌ای خود، بیش از ۵۰۰ طرح خلق کرد.» آثار او به ماریمکو امکان داد تا به یکی از پیشگامان بین‌المللی مد و طراحی تبدیل شود.
ایوار اکمن در مقاله‌ای در نیویورک تایمز به نقل از ماریانه آاو، مدیر موزهٔ طراحی هلسینکی، می‌نویسد: «آنچه ما امروزه به عنوان سبک ماریمکو می‌شناسیم، تا حد زیادی بر اساس آن چیزی است که مایا ایسولا خلق کرده است.» اکمن همچنین می‌گوید که «وسعت طرح‌هایی که ایسولا برای ماریمکو طراحی کرد، حیرت‌انگیز است»، زیرا این نقش‌مایه‌ها از سبک‌های «هندسی مینیمالیستی» و «طبیعت‌گرایی ملایم» تا «انفجاری از رنگ‌ها» را شامل می‌شوند.
ماریون هیوم در مقاله‌ای در مجله تایم توضیح می‌دهد که ایسولا «دامنه‌ای شگفت‌انگیز از طرح‌ها را خلق کرد؛ از طرح پیچیده و فولکلوریک آناناس (۱۹۶۲) — که همچنان یکی از محبوب‌ترین چاپ‌ها در بازار خانگی است — گرفته تا طرحی به‌شدت ساده، در ابعادی بزرگ و نامتقارن، یعنی اونیکو (شقایق، ۱۹۶۴) که ابتدا در رنگ‌های قرمز و آبی طراحی شد و احتمالاً یکی از شناخته‌شده‌ترین طرح‌های جهان است.»
تمزین بلنچارد در آبزرور می‌نویسد: «طرح‌های مایا ایسولا — که یکی از اصیل‌ترین و باسابقه‌ترین طراحان ماریمکو بود — آزمون زمان را پشت سر گذاشته‌اند.» او طراحی باد (۱۹۷۲) را که در آن «اسکلت درختان ارگانیک با پرهای سبک در سایه‌ای سیاه نمایان شده است»، اثری «بی‌زمان» توصیف می‌کند. همچنین به پوتینوتکو (۱۹۵۷) به عنوان طرحی «تیز و سیاه و سفید» اشاره کرده و دربارهٔ ملون (۱۹۶۳) و سنگ‌ها (۱۹۵۶) نیز صحبت می‌کند.
هانا بوث در گاردین توضیح می‌دهد که آرمی راتیا، بنیان‌گذار ماریمکو، «مایا ایسولا را به عنوان اولین و مهم‌ترین طراح زن جوان خود استخدام کرد تا چاپ‌های اصیل و نوآورانه‌ای خلق کند.» بوث ایسولا را فردی غیرمتعارف توصیف می‌کند که «دخترش کریستینا را به مادربزرگ سپرد تا بتواند به سراسر جهان سفر کند و الهام بگیرد.» او همچنین از کاآری اوتریو، رمان‌نویس فنلاندی، نقل می‌کند که ایسولا «شخصیتی اصیل» بود و «به نسلی پیشرو تعلق داشت» که امکان ورود آزادانه زنان جوان به دنیای هنر را فراهم کرد.
لزلی جکسون در نوشته‌ای تحت عنوان اپ، پاپ و سایکدلیا (Op, Pop, and Psychedelia) می‌نویسد: «ماریمکو از فنلاند با نیرویی مهارنشدنی به صحنهٔ بین‌المللی دهه ۱۹۶۰ راه یافت.» او این ادعا را با اشاره به یک طرح از وُکو نورمس‌نیمی و سه طرح از ایزولا — لوکی، ملونی و اونیکو — اثبات می‌کند. دربارهٔ لوکی، جکسون می‌گوید: «»ایسولا با طراحی‌های ساده، جسورانه و مسطح که در مقیاس‌های چشمگیر چاپ می‌شدند، انقلاب جدیدی در طراحی به وجود آورد. این طرح که عنوان آن به معنای مرغ دریایی است، موج‌های دریا و بال‌زدن پرندگان را تداعی می‌کند.» دربارهٔ طرح مشهور اونیکو، جکسون می‌نویسد: «این طرح بزرگ و برجستهٔ گل شقایق، اعتمادبه‌نفس بی‌حدوحصر طراحی در اواسط دهه ۱۹۶۰ را تجسم می‌بخشد و نشانه‌ای از شور و رنگ‌های درخشان عصر قدرت گل است.»
هانا-لیسا ییلیپوتی خاطرنشان می‌کند که «بسیاری از طرح‌های ماریمکو دارای مضامینی هستند که کاملاً فنلاندی‌اند و طبیعت این کشور را به تصویر می‌کشند. برای مثال، مایا ایسولا مجموعه لوئونتو (طبیعت) را با استفاده از نمونه‌های واقعی گیاهان طراحی کرد.»

## میراث هنرمند

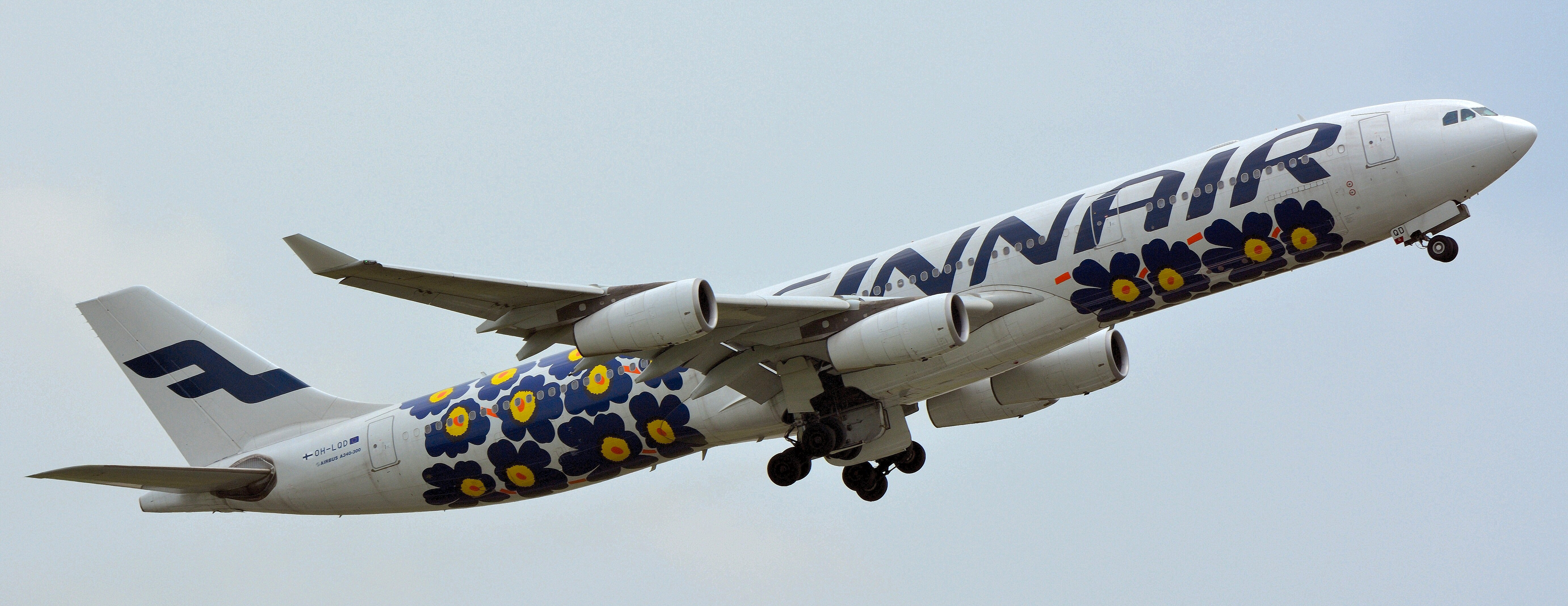
یک هواپیمای Finnair ایرباس A340-300 با طرح اونیکو اثر ایسولا در سال ۲۰۱۵ نقاشی شده است.

ماریانه آاو خاطرنشان می‌کند که: « قرن بیست‌ویکم، شاهد احیا و توجهی دوباره به میراث ایسولا است—یک تجدید حیات واقعی. طرح اونیکو اثر مایا ایسولا که حدود چهل سال پیش خلق شده، بیش از هر زمان دیگری شکوفا شده است.»
در سال ۲۰۱۱، ماریمکو یک بالن هوای گرم را که با نسخه‌ای عظیم از طرح اونیکو تزئین شده بود، بر فراز هلسینکی به پرواز درآورد؛ نمادی از جایگاه نمادین این طرح که پس از نزدیک به نیم قرن همچنان پابرجاست.
از سال ۲۰۱۲ به بعد، هواپیمایی ملی فنلاند (Finnair) یک هواپیمای ایرباس A340-300 را که با طرح «اونیکو» آبی رنگ تزئین شده است، در مسیرهای آسیایی خود به کار گرفته و یک فروند ایرباس A330 دیگر را نیز با طراحی ویژه‌ای از «اونیکو»، معروف به نسخهٔ سالگرد، برای مسیرهای بین‌قاره‌ای دیگر استفاده کرده است.
در سال ۲۰۱۳، از ایسولا به عنوان نمادی در سَبک یاد شد. نوهٔ او اِما ایسولا نیز اکنون به عنوان طراح در ماریمکو فعالیت دارد و به این ترتیب این سنت هنری برای سه نسل در این خانواده ادامه یافته است.

## نمایشگاه‌ها

### همزمان با حیات هنرمند
- نمایشگاه طراحی در اسکاندیناوی، ایالات متحده آمریکا ۱۹۵۴، [۱] ۱۹۶۰
- نمایشگاه فنلاند در آلمان ۱۹۵۶
- سه‌سالانه میلان ۱۹۵۴، ۱۹۵۷ [۱]
- نمایشگاه جهانی بروکسل اسکاندیناوی را تشکیل می‌دهد ۱۹۵۸ [۱]

### مروری بر زندگی و آثار
- مایا ایسولا و ماریمکو، نمایشگاه گذشته نگر، موزه طراحی (Designmuseo)، هلسینکی، فنلاند. ۲۴ مه ۲۰۰۵–۴ سپتامبر ۲۰۰۵.
- طراحی فنلاندی، موزه ویکتوریا و آلبرت، لندن، ۲۰۰۵
- ماریمکو- داستان یک برند نوردیک، نمایشگاه در موزه طراحی، کپنهاگ، دانمارک، ۲ مارس - ۲۸ مه ۲۰۰۷.
- ماریمکو: پارچه، مد، معماری، نمایشگاه در موزه مردم‌شناسی اسلوونی در لیوبلیانا، اسلوونی، ۱ ژوئیه ۲۰۰۹–۱۸ اکتبر ۲۰۰۹
- طبیعت زیر ذره‌بین: پارچه‌های دهه ۱۹۶۰، نمایشگاه در مؤسسه هنر مینیاپولیس، ۵ مارس ۲۰۱۱ – ۲۱ اوت ۲۰۱۱.